# 클라크 위슬러
클라크 위슬러(Clark Wissler, 1870년 ~ 1947년)는 미국의 인디언 문화 조사연구에 기초를 닦은 인류학자이다.